# Peter Kotte
Peter Kotte (ur. 8 grudnia 1954 w Lötzschen) – niemiecki piłkarz występujący na pozycji pomocnika i napastnika, reprezentant NRD.

## Życiorys
Jako junior występował w BSG Lokomotive Lampertswalde i BSG Stahl Riesa. W 1972 roku został włączony do pierwszej drużyny BSG Stahl. W sezonie 1972/1973 uzyskał z klubem awans do DDR-Oberligi. W najwyższej wschodnioniemieckiej klasie rozgrywkowej zadebiutował 18 sierpnia w zremisowanym 2:2 meczu z Lokomotive Lipsk. W listopadzie przeszedł do Dynama Drezno. Z drezdeńskim klubem trzykrotnie zdobył mistrzostwo NRD (1975/1976, 1976/1977, 1977/1978), a w 1977 roku zdobył ponadto puchar kraju. W 1976 roku dotarł ze swoim klubem do ćwierćfinału Pucharu UEFA, zaś w roku 1979 osiągnął ćwierćfinał Pucharu Mistrzów. 21 kwietnia 1976 roku zadebiutował w reprezentacji w wygranym 5:0 towarzyskim meczu z Algierią, w którym zdobył dwie bramki. W Dynamie Drezno Kotte występował do 1981 roku, rozgrywając ogółem 166 spotkań w DDR-Oberlidze i zdobywając w nich 54 gole. Następnie, do 1984 roku, był piłkarzem BSG Fortschritt Neustadt. W latach 1988–1989 był trenerem piłkarzy tego klubu.

## Statystyki ligowe
| Sezon         | Klub             | Liga         | Mecze | Gole |
| ------------- | ---------------- | ------------ | ----- | ---- |
| 1972/1973     | BSG Stahl Riesa  | DDR-Liga     | 20    | 1    |
| 1973/1974 (j) | BSG Stahl Riesa  | DDR-Oberliga | 10    | 1    |
| 1973/1974     | SG Dynamo Drezno | DDR-Oberliga | 16    | 11   |
| 1974/1975     | SG Dynamo Drezno | DDR-Oberliga | 24    | 3    |
| 1975/1976     | SG Dynamo Drezno | DDR-Oberliga | 22    | 4    |
| 1976/1977     | SG Dynamo Drezno | DDR-Oberliga | 13    | 7    |
| 1977/1978     | SG Dynamo Drezno | DDR-Oberliga | 25    | 11   |
| 1978/1979     | SG Dynamo Drezno | DDR-Oberliga | 18    | 2    |
| 1979/1980     | SG Dynamo Drezno | DDR-Oberliga | 26    | 8    |
| 1980/1981     | SG Dynamo Drezno | DDR-Oberliga | 12    | 7    |